# Тарелкин, Евгений Игоревич
Евге́ний И́горевич Таре́лкин (род. 29 декабря 1974, Первомайский, Читинская область) — российский космонавт. Герой Российской Федерации (2014).

## Биография
Родился 29 декабря 1974 года в посёлке Первомайском Читинской области (ныне Забайкальского края) в семье парашютиста-испытателя, будущего Героя Российской Федерации И. Е. Тарелкина. После обучения в школе № 14 имени Ю. А. Гагарина Щёлковского района Московской области поступил в 1992 году в Ейское высшее военное авиационное училище лётчиков им. В. М. Комарова, которое окончил в 1996 году. Вскоре продолжил обучение в Военно-воздушной академии им. Ю. А. Гагарина (1998).

### Служба в ВВС
С 1998 года служил старшим бортовым инженером-испытателем в Российском государственном научно-исследовательском испытательном центре подготовки космонавтов им. Ю. А. Гагарина. Освоил самолёты Л-29, Л-39, Ил-76 (налёт до зачисления в отряд космонавтов 207 часов). Имеет звание инструктора парашютно-десантной подготовки (более 400 прыжков с парашютом), а также квалификацию водолаза (провёл под водой около 250 часов).

### Космическая подготовка
В мае 2003 года, после прохождения медицинского обследования в Институте медико-биологических проблем, а затем рассмотрения на Межведомственной комиссии, Е. И. Тарелкин был зачислен на должность кандидата в космонавты отряда РГНИИ ЦПК.
В 2003—2005 годах проходил общекосмическую подготовку, прошёл экзамены на «отлично». 5 июня 2005 года присвоена квалификация космонавта-испытателя. В мае 2006 года откомандирован в Космический центр им. Джонсона (США) в качестве представителя РГНИИЦПК. Являлся командиром группы отряда космонавтов ЦПК. Имеет звание подполковника запаса (летом 2012 года уволен с военной службы).
Член отряда космонавтов ЦПК.
В июне 2010 года получил назначение в основной экипаж МКС-33/34. В мае 2012 года был бортинженером дублирующего экипажа космического корабля «Союз ТМА-04М». Этот же экипаж в составе Олега Новицкого, Евгения Тарелкина и Кевина Форда 23 октября 2012 года стартовал на Международную космическую станцию в качестве участников основной экспедиции МКС-33 на корабле «Союз ТМА-06М».
Статистика
| # | Стартовый корабль | Старт, UTC        | Экспедиция              | Корабль посадки | Посадка, UTC      | Налёт                       | Выходы в открытый космос | Время в открытом космосе |
| - | ----------------- | ----------------- | ----------------------- | --------------- | ----------------- | --------------------------- | ------------------------ | ------------------------ |
| 1 | Союз ТМА-06М      | 23.10.2012, 10:51 | Союз ТМА-06М, МКС-33/34 | Союз ТМА-06М    | 16.03.2013, 03:06 | 143 суток 16 часов 15 минут | 0                        | 0                        |

1 июня 2015 года приказом начальника ЦПК Евгений Тарелкин освобожден от должности космонавта-испытателя и уволен из ЦПК по собственному желанию.

### Биография с 2022 года
С 2022 года Тарелкин участвует в российской агрессии против Украины в качестве добровольца, за что был награждён медалью ДНР.

## Награды
- звания «Герой Российской Федерации» и «Лётчик-космонавт Российской Федерации» (28 мая 2014 года) — за мужество и героизм, проявленные при осуществлении длительного космического полёта на Международной космической станции[8];
- медали Вооружённых Сил Российской Федерации: «За воинскую доблесть» II степени, «За отличие в военной службе» II и III степеней, «100 лет военно-воздушным силам», знак отличия ВВС «За заслуги»;
- медали НАСА: «За выдающуюся общественную службу» и «За космический полёт»;
- медаль «50 лет со дня первого полёта человека в космос» (Байконур);
- памятная медаль «50 лет космонавтике» (КПРФ);
- знак Губернатора Московской области «За полезное»;
- медаль «За отвагу» (2024, ДНР) — за проявленное личное мужество при исполнении воинского и гражданского долга по защите республики[9][10].